# Bârza, Caraș-Severin
Bârza este un sat în comuna Topleț din județul Caraș-Severin, Banat, România.

## Legături externe

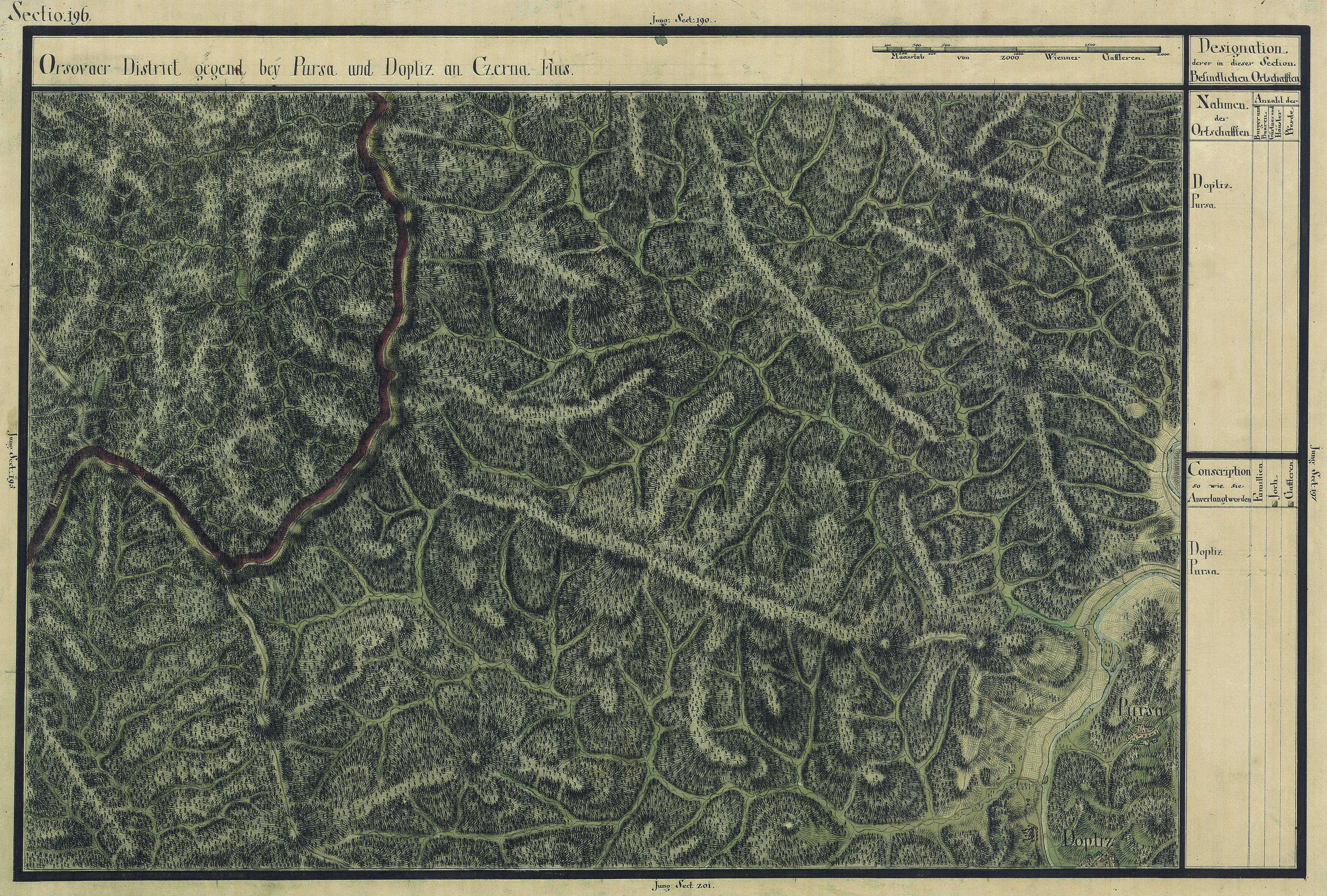
Bârza în Harta Iosefină a Banatului, 1769-72